# Мамикіна Людмила Михайлівна
Мами́кіна Людми́ла Миха́йлівна  (* 14 січня 1947, Львів — 12 травня 2021) — українська актриса, артистка Вінницького музично-драматичного театру імені Садовського. Заслужена артистка України (1981). Дружина Володимира Постнікова, мати Тараса Постнікова.

## Життєпис
Людмила Мамикіна народилась 14 січня 1947 у Львові в сім'ї робітника.
1965 закінчила театральну студію при драмтеатрі ім. Герцена в Тюмені.
1972 року закінчила Харківський інститут мистецтв ім. І. Котляревського.
1972—1984 — актриса Сумського театру драми і музичної комедії ім. М. Щепкіна.
З 1984 — артистка драми Вінницького музично-драматичного театру імені Садовського.
Як режисер-постановник поставила «Без надії сподіваюсь» за Лесею Українкою.
Викладала сценічну мову у Вінницькому училищі культури та мистецтв ім. М. Леонтовича (театральний відділ).

## Ролі
- Садоф'єва («Поговір» Салинського)
- Дуенья («Дуенья» Шерідана)
- Тетяна («Суєта» І. Карпенка-Карого)
- Свекруха («Безталанна» І. Карпенка-Карого)
- Мірабелла («Циганський барон» Й. Штрауса)
- Баронеса («Сільва» І. Кальмана)
- Чураїха («Маруся Чурай» Л. Костенко)
- Памела («Дорога Памела» Дж. Патріка)
- Тадрахова («Мораль пані Дульської» Г. Запольської)
- Нянька Марина («Дядя Ваня» А. Чехова)
- Пруденсія, Економка Понсія («Дім Бернарди Альби» Ф. Г. Лорки)
- Єгорівна («Осіння мелодія» В. Селезньова)
- Шанель («Вісім люблячих жінок» Р. Тома)
- Манєфа («Так виходять у люди» О. Островського)
- Фенна Степанівна («Шельменко-денщик»  Г. Квітки-Основ’яненка)

## Нагороди
- 1981 — Мамикіній Л. М. присвоєно звання заслуженої артистки УРСР.
- Почесна грамота Вінницької облдержадміністрації та обласної Ради з нагоди 80-річчя від дня заснування Вінницького обласного українського академічного музично-драматичного театру ім. М. К. Садовського. Додаток 11 до розпорядження голови облдержадміністрації від 10 жовтня 2013 року № 432.[4]